# Pietra con iscrizione celtica
Le pietre con iscrizioni celtiche sono monumenti in pietra risalenti al 400-1000 d.C. riportanti iscrizioni in testo celtico o latino. I testi possono essere scritti in alfabeto ogamico o in alfabeto romano. Alcune pietre hanno iscrizioni sia ogamiche che romane. Le pietre si trovano in Irlanda, Scozia, Galles, Bretagna, Isola di Man e parti dell'Inghilterra occidentale (principalmente Cornovaglia, Devon e Lundy). La maggior parte sembrano essere lapidi o memoriali di un individuo morto.
Si riferiscono ad altre pietre erette con immagini, come le pietre pitte della Scozia, o decorazioni astratte, come la molto più antica Turoe Stone irlandese e la Castlestrange Stone.

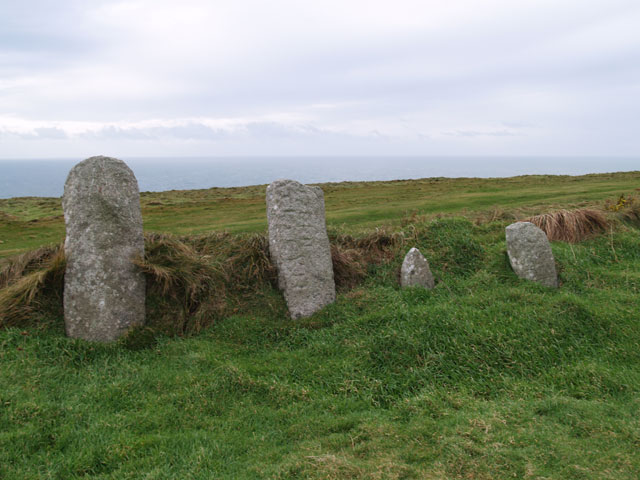
Pietre con iscrizioni celtiche dal cimitero di Beacon Hill a Lundy

## Cornovaglia

### Cornovaglia Orientale
La pietra di Tristan, forse del 550 circa, si trova vicino a Fowey, dopo essere stata trovata appena sopra il porto di Polkerris. Ha una croce Tau su un lato, e su un altro l'iscrizione latina:

DRVSTANVS HIC IACIT
CVNOMORI FILIVS

[Drustanus giace qui, figlio di Cunomorus]

Non lontano da Worthyvale, nella parrocchia di Minster, si trova una pietra incisa (Latini [h]ic iacit filius Macari = Latino figlio di Macarus giace qui). Questa pietra è popolarmente conosciuta come la tomba di re Artù a causa dell'errata identificazione di Slaughterbridge con il sito di Camlann.

### Cornovaglia Occidentale
Il Mên Scryfa è anche iscritto in latino, forse aggiungendosi a un megalito molto precedente.
La Pietra di Selus (considerata risalente alla fine del V o all'inizio del VI secolo); porta l'iscrizione latina: Selus Ic Iacet (Qui giace Selus). Si pensa che questo si riferisca a Salomone di Cornovaglia. È conservata nella chiesa parrocchiale di St Just-in-Penwith.
Nella navata sud della chiesa di Cuby si trova una lapide iscritta del VI o VII secolo (Nonnita Ercilini Rigati [...]tris Fili Ercilini).
Il sagrato di St Clement, Cornovaglia, contiene una croce in pietra iscritta; la prima parola dell'iscrizione è forse isnioc (qualcuno legge ignioc). L'iscrizione reciterebbe quindi Ignioc Vitali fili Torrici (ossia Ignioc figlio di Vitalus figlio di Torricus) e sarebbe databile dal V a VII secolo. Un'altra iscrizione è in ogamico, forse in parte in irlandese. 
Le iscrizioni sono entrambe più antiche dell'intaglio a croce della parte superiore.
Una pietra incisa, databile dal VI all'VIII secolo, venne rinvenuta incastonata nelle mura quattrocentesche della chiesa parrocchiale di Cubert. Porta il nome di "Cenet[o]cus, figlio di Tege[r]nomalus".

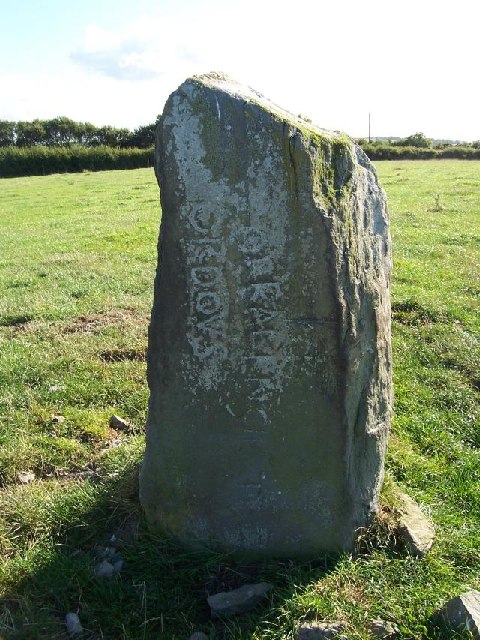
La pietra Corbalengi

## Galles
Eretta in un campo tra Penbryn e Tresaith nel Ceredigion, è la Corbalengi Stone, del VI secolo. Questo monolito di 1,4 metri è ritenuto datare al periodo post romano e reca l'iscrizione "CORBALENGI IACIT ORDOVS". Venne descritta per la prima volta da Edward Lhuyd nel 1695 ed era inizialmente associata a un tumulo di pietre più piccole sotto il quale fu scoperta un'urna cineraria e alcune monete romane. La parola finale dell'iscrizione, ORDOVS è ritenuta riferirsi alla tribù degli Ordovici del Galles settentrionale, ciò a suggerire che la pietra sia stata incisa da tribù locali in onore di un membro degli Ordovici stabilitosi nella zona.